# Station Mosjøen
Station Mosjøen  is een spoorwegstation in Mosjøen in fylke Nordland in Noorwegen. Het station werd geopend in 1940. Het ligt aan Nordlandsbanen. Naast de reguliere dienst die vanaf Trondheim-S het gehele traject naar Bodø rijdt, vertrekt er vanaf Mosjøen dagelijks een extra trein naar het noorden.